# Peter I. von Hazart
Peter (I.) von Hazart (frz. Pierre I de Hazart, latein.: Petrus de Hasart, auch Petrus de Hasar, Petrus de Asart, Petrus de Hasardo; † nach 1195) war Herr von Hazart (Azaz) im Fürstentum Antiochia.
Er war der Nachfolger und vermutlich der Sohn von Tankred von Hazart.
Er ist zwischen 1167 und 1195 urkundlich belegt. Sein Erbe und Nachfolger wurde Wilhelm von Hazart.